# Гатовский, Лев Маркович
Лев Ма́ркович Гато́вский (13 (26) июля 1903, Минск — 18 апреля 1997, Москва) — советский и российский экономист, специалист в области методологии управления хозяйством и теории научно-технического прогресса. Член-корреспондент АН СССР c 10 июня 1960 года по Отделению экономических, философских и правовых наук (политическая экономия социализма).

## Биография
Сын врача Мордуха Гиршевича Гатовского (1871—?). Дед — Гирш Гешелевич Гатовский был мельником. Окончил Институт народного хозяйства им. Г. В. Плеханова (1924).
В 1920—1930-е годы преподавал в ряде московских вузов, работал в НК РКИ, Госплане, Институте экономики Коммунистической академии, ЦУНХУ. Член ВКП(б) (1927).
В 1929 году Гатовский опубликовал подробное исследование хлебного рынка, показавшее диспропорции в поставках сельскохозяйственной продукции, вызванных «хлебной стачкой» после военной тревоги 1927 года. Его экономические выкладки показали необходимость социалистических преобразований в деревне и обосновали переход к массированной коллективизации.
После ликвидации Комакадемии в 1936 году работал в системе Академии наук, с 1939 года — в Институте экономики АН СССР и в редакции журнала «Большевик».
Летом 1949 года подвергся критике за хвалебную рецензию на книгу Н. А. Вознесенского «Военная экономика СССР в период Отечественной войны», по постановлению ЦК ВКП(б) был освобождён от работы в журнале и преподавания в ВПШ.
Главный редактор журнала «Вопросы экономики» (1957—1965), член редколлегии издания «Социализм и коммунизм» (тт. 1—5, 1966—1967). В 1965—1971 годах — директор Института экономики, позднее — главный научный сотрудник института.
Похоронен на Ваганьковском кладбище.

## Научное обоснование коллективизации
В 1929 году Гатовский опубликовал подробное исследование хлебного рынка, показавшее диспропорции в поставках сельскохозяйственной продукции, вызванных «хлебной стачкой» после военной тревоги 1927 года. При том, что в тот период товарность зернового хозяйства оставалась крайне низкой (в 1926/27 году 13,3 %), ценовую политику фактически контролировал кулак (доля в валовом сборе зерна 13 %, товарность 20,0 %, при доле в сельском населении 5 %). Социалистические предприятия (колхозы и совхозы).показывали наивысшую товарность (47,2 %), однако в валовой продукции зерна они занимали лишь 1,7 %. Кулацкие хозяйства располагали значительной частью (15-20 %) средств производства, в том числе им принадлежало около трети сельскохозяйственных машин.
Исследование Л. Гатовского показало, что рыночные цены хлеба за год с декабря 1927 года по декабрь 1928-го выросли вдвое, фураж подорожал в полтора раза. При том, что печёный хлеб изготавливался из заготовленного государством зерна и продавался в магазинах по твёрдым государственным ценам, мука на рынке стоила в некоторых регионах дороже печёного хлеба. Этот разрыв цен вызвал «оседание» сырья в крестьянских хозяйствах. Печёный хлеб те же крестьяне стали скупать на корм скоту, а высокие цены фуража вызвали падение поголовья скота. Цены на коров и лошадей снизились вплоть до 27 %, соотношение индекса цен на молоко и на фураж снизилось с 0,82 до 0,57 в Зауралье и с 1,31 до 0,62 в Ярославско-Костромском регионе (1926/27 г. в сравнении с 1927/28 г.).
Резкий подъем вольных цен на хлебофураж изменил эквиваленты и других продуктов животноводства в зерне, отметил экономист. Так, если в I квартале 1927/28 г. за центнер масла в Сибири можно было приобрести 21—22 центнера пшеницы, то в IV квартале— лишь 13—14; по Уралу — соответственно 23 и 12. По яйцам — в Центральном Чернозёмном округе в начале 1927/28 сельскохозяйственного года за 100 ящиков яиц можно было приобрести 70 центнеров ржи, а к концу — 36; по Украине соответственно — 45 и 20.
Высокий уровень вольных цен на хлеба и картофель ухудшил конкурентоспособность технических культур — в первую очередь, льна. Если в 1926/27 г., индексы цен зерна ко льну составлял на Смоленщине по ржи до 1,35, по овсу до 1,55, то в четвёртом квартале 1927/28 г. он достиг соответственно 3,75 и 3,54. Ещё более тревожной тенденцией стало снижение конкурентоспособности основных товарных групп Нечерноземья (молоко, свёкла, лён) в сравнении с зерном.
Всё это вынудило государство повышать заготовительные цены 1928 года не на 16,8 %, как это планировалось в июле, а гораздо больше, особенно на кормовые культуры: по овсу в ноябре они выросли на 33,9 %, по ячменю на 27 %. Заготовительные цены мяса в ряде регионов превышали рыночные.
Именно рост частных сельскохозяйственных цен вызвал общий рост цен в стране при том, что для ликвидации «ножниц» ранее государство снизило цены на промышленную продукцию. Деревня не только поглотила предоставленную населению льготу, но и вызвала рост стоимости жизни по своему сектору товаров на 20 % в целом и на 50 % в частной торговле. Ускоренными темпами стали расти и торговые наценки. По 45 городам, кроме Москвы, они выросли с октября 1927-го по ноябрь 1928 года: по 8 основным промтоварам с 21,3 % до 26,3 %, а по 6 основным сельхозтоварам с 28,6 % до 84,0 %. По ржаной муке наценка увеличилась в 6,5 раз (с 19,4 % до 133 %), по подсолнечному маслу в 3 раза (с 51,1 % до 164,8 %). Всё это снижало реальные доходы городского населения, а выигрыш деревни (преимущественно кулака) от государственного регулирования цен повышало: в 1926/27 г. сельхозпроизводители получили дополнительно 77,8 млн рублей, а в 1927/28 г. уже 362,4 млн.
Таким образом, «напор вольного рынка по линии цен чрезвычайно велик и дальнейшее их повышение может вызвать неблагоприятные последствия для всей народнохозяйственной системы (влияние роста бюджетного индекса на реальную зарплату и себестоимость, дальнейшее ухудшение рентабельности интенсивных отраслей сельского хозяйства, наконец, обострение спроса деревни на промтовары и ослабление денежной системы)», — сделал вывод Гатовский.

## Основные работы
- «О соотношениях цен в 1927/28 и начале 1928/29 гг.» (1929)[3]
- «О природе советской торговли на современном этапе» (1931)
- «Переходный период от капитализма к социализму» (1946)
- «Экономическая победа Советского Союза в Великой Отечественной войне» (1946)
- «Политическая экономия» (1954; 4-е изд. 1962, в соавт.)
- «Проблемы экономического стимулирования и научно-технического прогресса» (1967, редактор)
- «Экономические законы и строительство коммунизма: очерки политической экономии» (1970)
- «Экономические проблемы научно-технического прогресса» (1971)
- «Методология прогнозирования экономического развития СССР» (1971, совм. с Н. П. Федоренко и С. А. Хейнманом)
- «Экономические проблемы научно-технической революции при социализме» (1975, редактор)
- «Материально-техническая база коммунизма» (тт. 1—2, 1977, совм. с Е. И. Капустиным и С. А. Хейнманом)
- «Эффективность научно-технического прогресса: вопросы управления» (1978, редактор)
- «Вопросы развития политической экономии социализма» (1979)
- «Научно-технический прогресс и экономика социализма» (1979, редактор)
- «Строительство материально-технической базы коммунизма» (тт. 1—2, 1982, совм. с Е. И. Капустиным и С. А. Хейнманом)